# Коренегриз звичайний
Коренегриз звичайний (Rhizotrogus aestivus Ol.) — жук з підродини хрущів родини пластинчастовусих. Рослинноїдний, личинка розвивається в ґрунті.

## Опис
Жуки мають світло-жовте забарвлення. Завдовжки вони 13-17 міліметрів. 
Антени з листуватою булавою, з 10 члеників, булава самця довша й досягає в довжину розмірів джгутика антен. Голова гладенька, вкрита волосками та крапками.

## Спосіб життя
Виліт відбувається у квітні — травні. При цьому імаго не живляться, а живуть за рахунок накопичених личинкою запасів. Самка відкладає яйця в ґрунт на глибину до 10 сантиметрів. Дорослі личинки досягають 42-45 міліметрів завдовжки. На останньому сегменті черевця личинка має два ряди голкоподібних шипиків. Заляльковування відбувається в серпні. Зимують жуки в ґрунті. Коренегриз має трирічну генерацію.
На дорослих жуках паразитують нематоди ряду Mermithida

## Ареал
Згідно з базою «Fauna Europaea» коренегриз звичайний поширений лише в Західній Європі: в Іспанії, Франції, Австрії. Утім інші джерела описують його наявність і в інших країнах, зокрема в Швейцарії, Україні, Росії, Болгарії, Сербії, Туреччині.
В Україні поширений на більшій частині території, окрім західних Волинської, Рівненської, Івано-Франківської областей.

## Економічне значення
Шкідник сільського та лісового господарств, пошкоджує коріння. Від нього потерпають дерева плодових, лісових і технічних порід. 
У Іспанії дорослі жуки в квітні пошкоджують молоді листки й квітки олив. 